# Deutsche Minderheit in Mexiko
Als Deutschmexikaner werden Deutschsprachige beziehungsweise Deutschstämmige bezeichnet, die in Mexiko leben.

## Alexander von Humboldt
Alexander von Humboldt hielt sich von seiner Ankunft am 22. März 1803 in Acapulco bis zu seiner Abreise am 7. März 1804 in Veracruz rund 50 Wochen in Mexiko auf. Sein Aufenthalt fand jedoch im Rahmen einer ausgedehnten Forschungsreise statt und er hatte keinesfalls die Absicht, sich in Mexiko dauerhaft niederzulassen. Dennoch sind seine Verdienste für Mexiko von so außerordentlicher Bedeutung, dass unter anderem die deutschen Schulen in Mexiko-Stadt und in Puebla nach ihm benannt wurden.

## Einwanderer
Eine erste gezielte Einwanderung deutschsprachiger Familien fand nach der im April 1864 erfolgten Machtergreifung des beim mexikanischen Volk äußerst unpopulären Kaisers Maximilian von Habsburg statt, der dadurch seine Position zu festigen suchte. 
Nachdem der bereits in Mexiko lebende und ursprünglich aus Schlesien stammende Moritz von Hippel zum Direktor der deutschen Kolonien in Yucatán ernannt worden war, reiste er in seine alte Heimat, um deutschen Familien eine Übersiedlung nach Mexiko schmackhaft zu machen. Obwohl es in Deutschland erhebliche Vorbehalte für dieses Abenteuer gab, gelang es von Hippel, insgesamt 443 Personen für sein Vorhaben zu gewinnen. Die meisten von ihnen waren verarmte Bauern, brotlose Künstler oder arbeitslose Werktätige, die mit ihrer gesamten Familie nach Yucatán übersiedelten. Die erste Gruppe bestand aus 224 Personen aller Altersgruppen und erreichte die Hafenstadt Sisal auf einem Schiff aus Hamburg kommend am 25. Oktober 1865. Die Gruppe fand ihre neue Heimstätte in dem kleinen Maya-Dorf Santa Elena. Weitere 219 Siedler kamen am 15. Juli 1866 ebenfalls in Sisal an. Ein kleiner Teil von ihnen landete ebenfalls in Santa Elena, während der wesentlich größere Teil dieser zweiten Gruppe nach Pustunich – einem anderen kleinen Mayadorf, das rund 16 km östlich von Santa Elena liegt – geleitet wurde. Die beiden Dörfer wurden gemeinsam unter dem Begriff „Villa Carlota“ (nach der Kaiserin Charlotte, der Ehefrau von Kaiser Maximilian) bekannt.

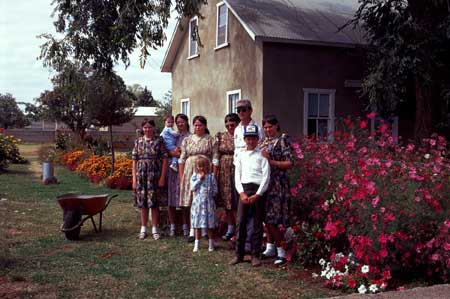
Mennoniten in den Regionen Chihuahua und Durango

Bereits im Herbst 1866 kam es zu einer größeren Unzufriedenheit unter den deutschen Siedlern, die eine erste Rückreisewelle auslöste. Nach dem Sturz des Kaisers und seiner Erschießung im Juni 1867 waren die deutschen Siedler als Kollaborateure des „Feindes“ gebrandmarkt und entsprechend angefeindet. Sofern möglich, reisten sie nach Deutschland zurück oder wanderten in die USA aus. Manche blieben auch in Mexiko, vor allem jene, die eine Einheimische geheiratet hatten.
Eine zweite, industriell bedingte, Einwanderungswelle fand während des späten 19. Jahrhunderts statt, als sich deutschsprachige Familien vorwiegend in Mexiko-Stadt und Puebla niederließen. Im Jahr 1934 lebten bereits etwa 20.000 Deutsche im Land, der „Verband deutscher Reichsangehöriger in Mexiko“ hatte zu dieser Zeit rund 7.000 Mitglieder. Der Großteil der deutschen Bewohner in Mexiko war im Handel und in der Industrie tätig.
Wie in vielen anderen lateinamerikanischen Ländern auch, siedelten sich plattdeutsche Mennoniten in den Regionen Chihuahua und Durango an. Auch heute noch sprechen viele dieses Plautdietsch.

### Bekannte deutschsprachige Einwanderer in Mexiko
- Axel Bierbaum (* 1953), Fitnesstrainer (lebt seit mehr als einem Jahrzehnt in Mexiko)
- Mariana Frenk-Westheim (1898–2004), Schriftstellerin (die gebürtige Hamburgerin kam 1930 nach Mexiko, nahm 1935 die mexikanische Staatsbürgerschaft an und verstarb 2004 im Alter von 106 Jahren in Mexiko-Stadt.)
- Erich Fromm (1900–1980), Psychoanalytiker (kam 1950 nach Mexiko, gründete das Instituto Mexicano de Psicoanálisis und blieb bis ca. 1965)
- Mathias Goeritz (1915–1990), Maler und Bildhauer (der gebürtige Danziger wanderte 1949 nach Mexiko aus, wo er 1990 in Mexiko-Stadt verstarb.)
- Alfons Goldschmidt (1879–1940), Wirtschaftswissenschaftler (lebte seit den 1920er Jahren wechselweise in Russland und Mexiko, wo er 1940 in Cuernavaca verstarb.)
- Karl Wilhelm Kahlo (1871–1941), Kaufmann und Fotograf (der Vater von Frida Kahlo wanderte um 1890 nach Mexiko aus, wo er ein Grundstück in Coyoacán erwarb, auf dem er das später so berühmte Blaue Haus errichtete, in dem sich heute das Frida-Kahlo-Museum befindet.)
- Paul Kirchhoff (1900–1972), Anthropologe (lebte seit den 1930er Jahren in Mexiko, wo er 1972 in Mexiko-Stadt verstarb.)
- Teobert Maler (1842–1917), Architekt und Forscher (kam erstmals 1865 im Gefolge des Kaisers Maximilian nach Mexiko. Obwohl er das Land nach der Hinrichtung Maximilians verließ, kehrte er immer wieder nach Mexiko zurück und verstarb 1917 in Mérida.)
- Maximilian I. (Mexiko) (1832–1867), Kaiser von Mexiko (kam 1864 nach Mexiko, wurde 1867 in Querétaro hingerichtet)
- Franz Mayer (1882–1975), Geschäftsmann und Kunstsammler (lebte von 1905 bis zu seinem Tod 1975 in Mexiko und hinterließ der Nachwelt eine beeindruckende Sammlung, die im 1986 eröffneten Museo Franz Mayer besichtigt werden kann.)
- Ernst Pauler (1903–1959), Fußballtorhüter und -trainer (der Österreicher gewann sowohl als Spieler als auch als Trainer die mexikanische Meisterschaft und ließ sich schließlich in Orizaba nieder, wo er 1959 verstarb.)
- Otto Rühle (1874–1943), Politiker und Schriftsteller (lebte seit 1935 in Mexiko, wo er als Berater beim mexikanischen Erziehungsministerium tätig war und 1943 an Herzversagen verstarb.)
- Alice Rühle-Gerstel (1894–1943), Psychologin und Schriftstellerin (Ehefrau von Otto Rühle, die ihrem Mann 1936 nach Mexiko folgte und sich an seinem Todestag das Leben nahm.)
- B. Traven (1882–1969), Schriftsteller (kam 1926 nach Mexiko, starb vermutlich 1969)

## Flüchtlinge
Während des Ersten und des Zweiten Weltkrieges kam es zu zwei großen Ansiedlungswellen. Vor allem deutschsprachige Juden und linksgesinnte Menschen aus Deutschland und Österreich, die in den Jahren 1939–1942 mit Hilfe des mexikanischen Konsuls in Marseille Gilberto Bosques aus Europa fliehen konnten, fanden in Mexiko eine neue Heimat.

### Bekannte deutschsprachige Flüchtlinge in Mexiko
- Alexander Abusch (1902–1982), Journalist, Schriftsteller und Politiker (lebte von 1941 bis 1946 in Mexiko)
- Ruth Deutsch Lechuga (1920–2004), Anthropologin (die gebürtige Wienerin kam 1939 nach Mexiko, wo sie heimisch wurde und 2004 in Mexiko-Stadt verstarb)
- Bruno Frei (1897–1988), Journalist und Schriftsteller (der direkte Nachfahre von Heinrich Heine lebte von 1941 bis 1947 in Mexiko)
- Walter Janka (1914–1994), Verleger (kam 1941 nach Mexiko, leitete dort den Verlag El libro libre, übernahm 1946 die Leitung der KPD-Gruppe Mexiko und kehrte 1947 nach Deutschland zurück)
- Leo Katz (1892–1954), Schriftsteller (der in Mexiko unter dem Pseudonym Joel Amos tätige Katz lebte von 1940 bis 1946 in Mexiko)
- Friedrich Katz (1927–2010), Anthropologe und Historiker (kam 1940 nach Mexiko, wo er 1945 die französische Schule abschloss. Er verlegte seinen Wohnsitz später in die USA, wo er sich über Jahrzehnte der mexikanischen Geschichte widmete und von 1992 bis 2002 den Lehrstuhl für mexikanische Geschichte an der University of Chicago leitete.)
- Otto Katz (1895–1952), Agent und Journalist (kam 1940 nach Mexiko ins Exil und kehrte 1946 in die Tschechoslowakei zurück)
- Egon Erwin Kisch (1885–1948), Journalist und Schriftsteller (lebte von 1939 bis 1946 in Mexiko)
- Paul Merker (1894–1969), Politiker (lebte von 1942 bis 1946 in Mexiko)
- Hannes Meyer (1889–1954), Architekt (der gebürtige Baseler lebte seit 1939 in Mexiko und kehrte 1949 in die Schweiz zurück)
- Wolfgang Paalen (1905–1959), Maler (kam auf Einladung von Frida Kahlo nach Mexiko und verließ das Land 1949, um 1954 zurückzukehren. 1959 nahm er sich in Taxco de Alarcón das Leben.)
- Marie Pappenheim (1882–1966), Schriftstellerin und Sexualpädagogin (die Österreicherin lebte von 1940 bis 1947 in Mexiko)
- Gustav Regler (1898–1963), Schriftsteller und Journalist (kam 1940 nach Mexiko, nahm die mexikanische Staatsbürgerschaft an und blieb dem Land, in das er immer wieder zurückkehrte, zeitlebens verbunden)[5]
- Ludwig Renn (1889–1979), Schriftsteller (lebte von ca. 1941 bis 1947 in Mexiko)
- Walter Reuter (1906–2005), Fotograf und Filmemacher (wanderte 1942 nach Mexiko aus und starb dort 2005)
- Marcel Rubin (1905–1995), Komponist und Dirigent (lebte von 1942 bis 1947 in Mexiko)
- Anna Seghers (1900–1983), Schriftstellerin (lebte von 1941 bis 1947 in Mexiko)
- Kurt Stern (1907–1989), Schriftsteller (1942–1946)
- Bodo Uhse (1904–1963), Schriftsteller (lebte von 1940 bis 1948 in Mexiko)
- Paul Westheim (1886–1963), Kunstkritiker und Schriftsteller (kam 1941 nach Mexiko und lernte hier 1942 seine spätere Frau Mariana Frenk-Westheim kennen, so dass er in Mexiko blieb und 1954 die mexikanische Staatsbürgerschaft annahm. 1963 verstarb er bei einer Auslandsreise in Berlin.)

## Deutsche Kultur

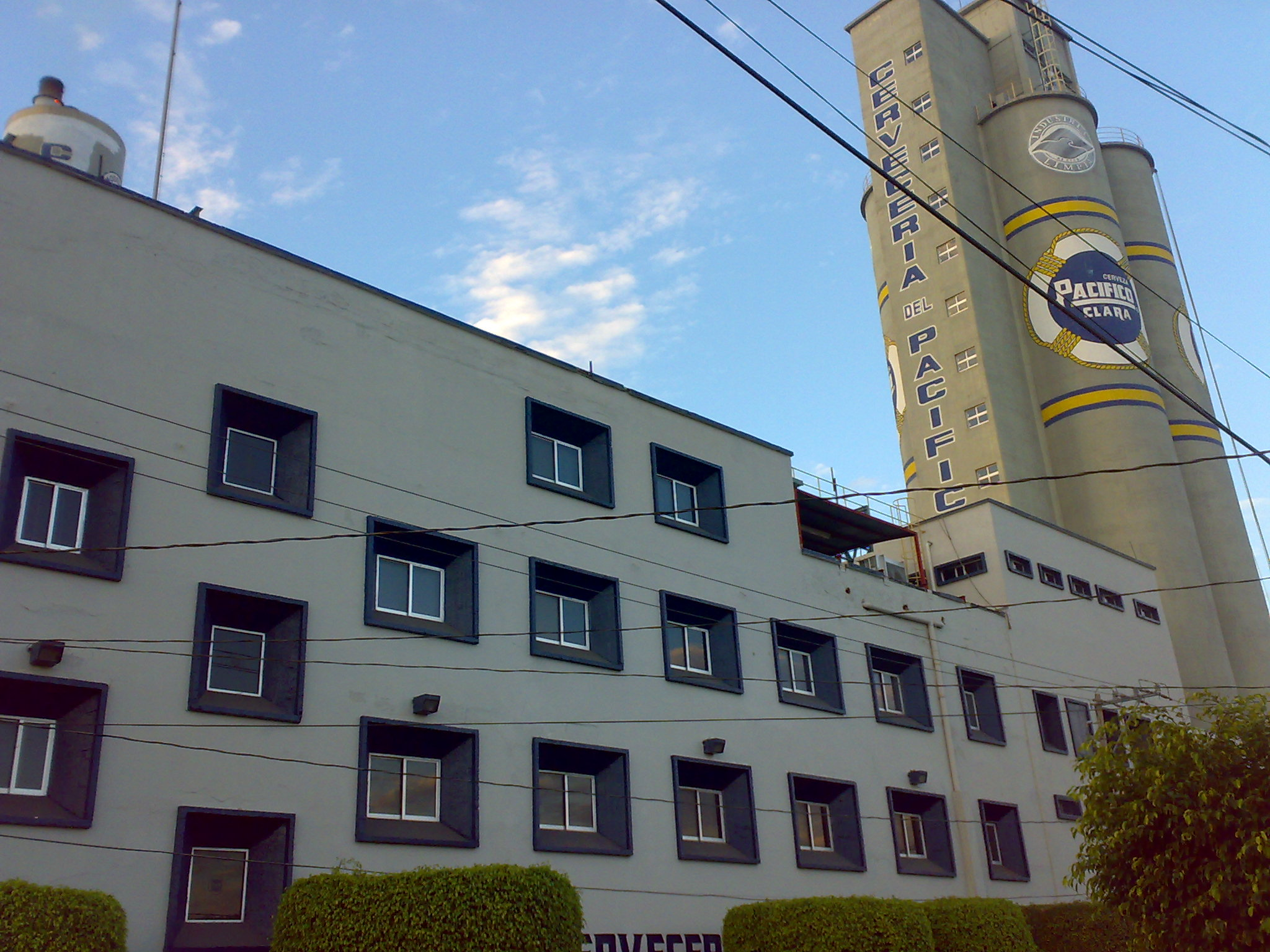
Cervecería del Pacífico

Die deutsche Kultur hat sich in vielen Gebieten und Städten erhalten, so wird zum Beispiel in vielen Städten das Oktoberfest gefeiert. Wirtschaftlich gesehen erreichten die Deutschen mit ihrer Käseproduktion und dem Bierbrauen große Bekanntheit in der restlichen Bevölkerung Mexikos.

### Brauereien
Die erste Brauerei Mexikos, deren Name der Nachwelt erhalten blieb, war die 1845 in Mexiko-Stadt von dem Schweizer Bernhard Bolgard gegründete La Pila Seca. Vermutlich im selben Jahr gründete der aus Bayern stammende Friedrich Herzog die Brauerei La Candelaria. Auch einige der heute noch tätigen Brauereien haben deutsche Ursprünge.
So wurde in Orizaba von dem deutschen Braumeister Wilhelm Hasse 1894 die Cervecería Guillermo Hasse y Compañia gegründet, die 1896 zur Cervecería Moctezuma umbenannt wurde und seit der Fusion mit der in Monterrey beheimateten Cervecería Cuauhtémoc als Cervecería Cuauhtémoc Moctezuma firmiert.
Ihren ursprünglichen Namen behalten hat bis zum heutigen Tag die im März 1900 von den drei deutschen Braumeistern Jorge Claussen, Germán Evers und Emilio Philippy in Mazatlán gegründete Cervecería del Pacífico, die seit 1954 zur Grupo Modelo gehört.

### Fußball
Zwischen 1915 und 1933 unterhielt die deutsche Gemeinde in Mexiko auch eine Fußballmannschaft, die unter der Bezeichnung FV Germania in den Spielen um die mexikanische Fußballmeisterschaft mitwirkte und dabei durchaus einige Duftmarken setzen konnte.
So galt ihr Stürmer Karl Mues aufgrund seiner Schusskraft gleich in der ersten Saison 1915/16 als eine der Attraktionen der Liga. Wenige Jahre später wurde der vor Saisonbeginn 1922/23 aus der Schweiz verpflichtete Torjäger Kurt Friedrichs Torschützenkönig der mexikanischen Liga.
An Erfolgen verbuchte die Mannschaft des FV Germania einen Meistertitel in der inoffiziellen Liga Mexicana (1921) sowie in den offiziell anerkannten Turnieren eine Vizemeisterschaft (1923) und eine Teilnahme am Pokalfinale. Letzteres wurde 1933 mit 1:3 gegen den Club Necaxa verloren, bei dem seinerseits der Österreicher Ernst Pauler im Tor stand.
In der Saison 1993/94 absolvierte der Schweizer Torwart Jörg Stiel ein einjähriges Gastspiel beim seinerzeitigen Erstligisten Toros Neza. Zwischen 1995 und 1998 stand der deutsche Verteidiger Uwe Wolf je eine Spielzeit bei Necaxa, Puebla und zuletzt beim Zweitligisten Venados de Yucatán unter Vertrag.
Ferner ist der deutsche Fitnesstrainer Axel Bierbaum, der in Mexiko als einer der Besten seines Fachs gilt, seit mehr als einem Jahrzehnt bei diversen Erstligavereinen im Einsatz.

## Heutige Situation
Heute haben in Mexiko rund 200.000 Menschen deutsche Wurzeln. Die Angabe der Deutschsprachigen schwankt je nach Schätzungen zwischen 60.000 und 90.000 Personen.
In den zehn Jahren von 2014 bis 2023 emigrierten offiziell 9.130 Deutsche nach Mexiko und 10.150 zogen nach Deutschland zurück.